# جيف دوغان
جيف دوغان (بالإنجليزية: Jeff Dugan)‏ هو لاعب كرة قدم أمريكية أمريكي، ولد في 8 أبريل 1981 في بيتسبرغ في الولايات المتحدة.

## وصلات خارجية
- جيف دوغان على موقع مرجع كرة القدم المحترفة.كوم (الإنجليزية)